# دژ خرتویسی
دژ خرتویسی (گرجی: ხერთვისის ციხე) یکی از کهن‌ترین دژهای گرجستان است که در طول دوران ارباب‌رعیتی گرجستان به کار گرفته می‌شد. این دژ در روستای خرتویسی در شهرداری آسپیندزا، جنوب گرجستان و در منطقه مسختی واقع شده‌است. نخستین بار، در سده‌های ۱۱–۱۰ میلادی به این دژ اشاره شد. این دژ در سال ۹۸۵ ساخته شد و دیوارهای کنونی در سال ۱۳۵۴ بنا شدند. به گفته یک افسانه محلی، خرتویسی یک بار به دست اسکندر مقدونی ویران شد، با این حال بازسازی شد و در طول قرن‌ها بارها مورد حمله قرار گرفت.

## قرون وسطی و پس از آن
در سده‌های ۱۰ و ۱۱ میلادی، این دژ مرکز منطقه مسختی بود. در سده ۱۲ میلادی تبدیل به یک شهر شد. در سده ۱۳ به دست مغول‌ها ویران شد و تا سده ۱۵ قدرتش را از دست داد. بنا بر یک سنگ‌نوشته یافت‌شده در دژ، از سال ۱۳۵۴ تا ۱۳۵۶، به دستری زاکاری کامکامیشویلی بازسازی عمده‌ای برروی دژ صورت گرفت. از پایان سده ۱۳ تا سده ۱۵ مالکیت دژ به دست صاحبانی از دودمان جاقلی بود. در سده ۱۶ میلادی منطقه جنوبی گرجستان تحت اشغال امپراتوری عثمانی درآمد. در طول ۳۰۰ سال پس از آن، عثمانی‌ها مالکیت خرتویسی را بر عهده داشتند. در سال ۱۶۲۴، دژ به‌طور موقت به دست گیورگی ساآکادزه افتاد. یک تلاش دوباره که موفق اما موقت بود، توسط ایراکلی دوم در سال ۱۷۷۱ انجام شد.
خرتویسی سرانجام در سال ۱۸۲۸ از دست عثمانی‌ها آزاد شد. در پایان سده نوزدهم ارتش گرجستان و روسیه مناطق از دست رفته را بازگرداندند و خرتویسی به پایگاه نظامی نیروهای روسیه و گرجستان تبدیل شد.

## معماری

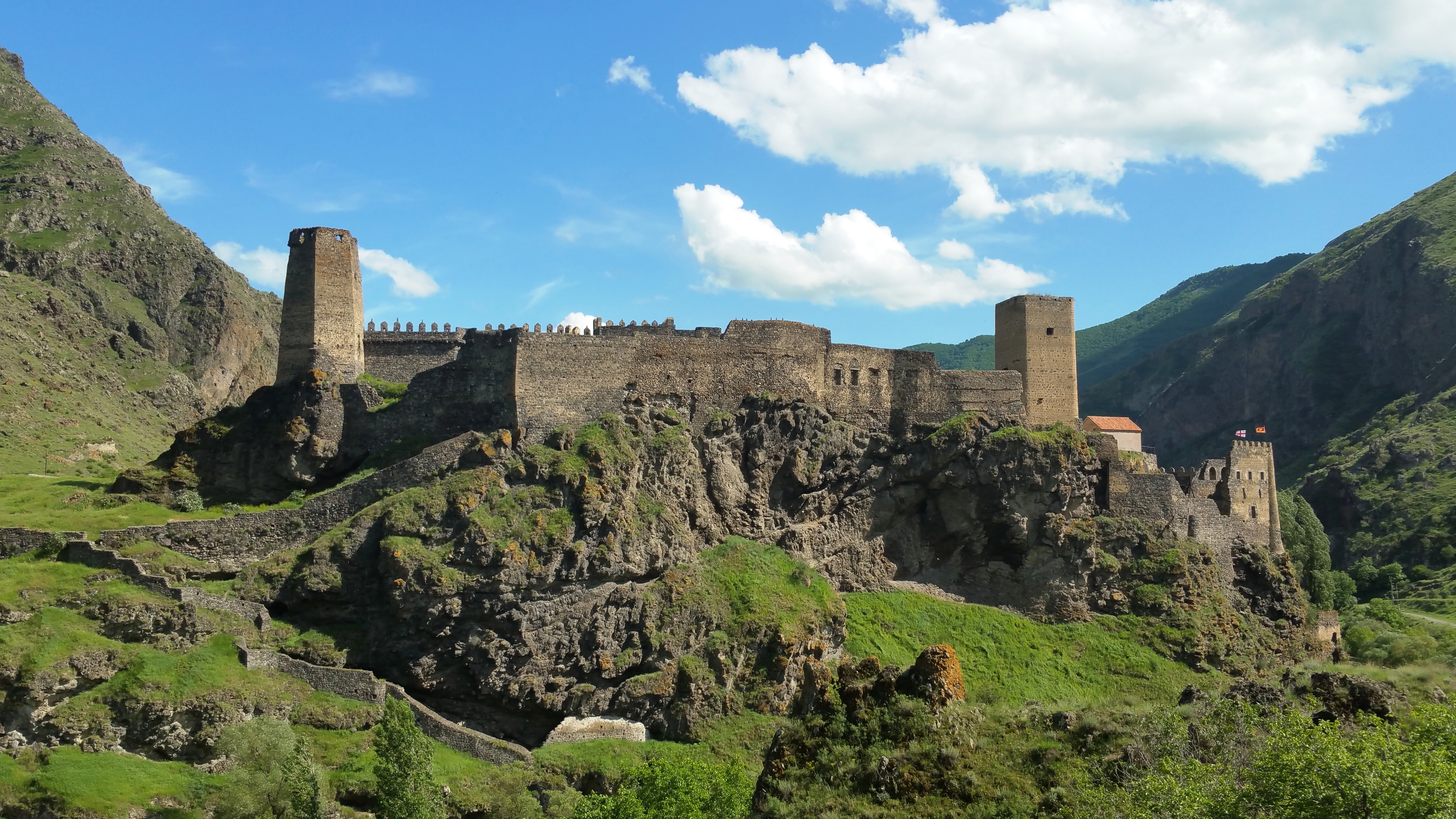
نمای کلی خرتویسی، دیده شده از شمال.

دژ خرتویسی بر روی تپه سنگی مرتفعی در تنگه‌ای باریک در محل برخورد رودخانه‌های کورا و پاراوانی قرار دارد.
این دژ از یک ارگ با برج‌ها و حیاط پایین تشکیل شده‌است که از سوی جنوب و شرق آن را احاطه کرده‌است. ارگ که بر روی قله کوه قرار گرفته‌است، خود از قطعات مجزای کوچکتری ساخته شده‌است. دو تونل از شمال به رودخانه منتهی می‌شوند.